# Ébredjetek!
Az Ébredjetek! (angolul: Awake!) egy változatos tartalmú folyóirat, egyike a Jehova tanúi kiadványainak, amelyet Jehova Tanúi jogi és kiadói szervezete, a Watch Tower Bible and Tract Society of Pennsylvania jelentet meg, melyet magyarul gyakran Őrtorony Társulatként említenek. Ez a folyóirat az Őrtorony társfolyóirata. Az Őrtorony inkább Biblia- és doktrínamagyarázatokra fókuszál az Ébredjetek! viszont szélesebb közönséget céloz meg: tudománnyal, néprajzzal, földrajzzal kapcsolatos cikkeket közöl, általában vallási szemszögből, összekapcsolva ezeket a teremtés hangsúlyozásával.

## Története
A folyóirat első számát 1919-ben adta ki az International Bible Students, vagyis a Nemzetközi Bibliakutatók Szövetsége, ahogyan akkoriban nevezték Jehova Tanúit, The Golden Age címmel. Ez magyarul az Aranykorszak címet kapta, azonban ekkor még nem igazán jelent meg hazánkban. 1937-től Consolation, azaz Vigasz lett az új címe, de több országban New World, azaz Új Világ címmel jelentették meg. 1946-ban kapta végül a jelenlegi címét, Awake!, azaz Ébredjetek!. Hivatalos módon 1990-től jelenik meg magyarul, ám már előtte is lefordították egyes példányait. Az évek folyamán egyre több nyelven vált elérhető a folyóirat, azonban sosem érte el Jehova Tanúi fő folyóiratának, az Őrtoronynak példányszámát, vagy pedig a lefordított nyelveinek számát. Mivel ez egy könnyedebb kiadvány és a Tanúknak vallási szempontból kevesebbet jelent, ezért a kiadására sem helyeznek ma már akkora hangsúlyt. Jól mutatja ezt az is, hogy 2006-tól az addig kétheti folyóirat havilappá változott, 2013-tól pedig az addig 32 oldalas kiadvány 16 oldalasra csökken, bár a Társulat hivatalos weboldalán keresztül a folyóirathoz kapcsolódó egyéb cikkek is megjelennek online. 2015 és 2018 között kéthavonta, 2018-tól pedig háromhavonta jelenik meg és egy szám két hónapig aktuális az Őrtoronyhoz hasonlóan.

## A Kiadók célja
Maguk a Kiadók így összegzik a céljukat:
"E folyóirat kiadásának célja, hogy az egész család felvilágosítására szolgáljon. Megmutatja, hogyan lehet leküzdeni a mai nehézségeket. Híreket közöl, idegen népekről tudósít, vallási és tudományos kérdésekkel foglalkozik. De ennél többet is tesz. A dolgok mélyére hatol, rámutat az aktuális események igazi jelentésére, ugyanakkor politikailag megmarad semlegesnek, és egyetlen fajt sem emel a másik fölé. Ami a legfontosabb: megerősíti a bizalmat a Teremtő azon ígérete iránt, melyet egy békés és biztonságos új világra tett, amely hamarosan felváltja a jelenlegi gonosz, törvénytelen világrendszert."

## Jellemzői, tartalma
Néhány rovat rendszeresen megjelenik a folyóiratban. Ilyen „A Biblia nézőpontja” rovat, mely a Biblia tanácsainak gyakorlati alkalmazására hívja fel a figyelmet. A Tervezés eredménye? c. rovat - mely mindig a kiadvány hátoldalán található - mindig egy érdekes növény vagy állat példáját hozza fel az evolúció ellen. A „Kishírek a nagyvilágból” egy válogatás a Föld különböző médiáiban megjelent hírekből, mely rendszerint a 3. oldalon olvasható. Minden számban található „Interjú”, mely egy-egy tudós vagy ismert ember történetét írja le, akik elmondják, hogyan kezdtek hinni a Teremtőben és hogyan lettek Jehova Tanúi. Sokaknak hasznos a „Segítség a családoknak” rovat, mely a családokat gyakran érintő nehézségekre Biblikus megoldást kínál tapasztalatokkal alátámasztva. Rendszeresen jelennek meg történelmi és földrajzi témájú cikkek „Pillantás a múltba” és „Országok és emberek” rovatcímmel. Külön figyelmet érdemel az, hogy gyakoriak az egészségügyi tanácsokat tartalmazó cikkek.
2013. január óta a „Fiatalok kérdései” rovat a jw.org-on jelenik meg, mely tizenéveseknek és fiatal felnőtteknek szóló Biblián alapuló tanácsokat tartalmaz. Továbbá a jw.org-on letölthetőek Bibliai feladatok családok számára, melyek korábban az Ébredjetek! lapjain jelentek meg.
A folyóirat fontos részét képezik az úgynevezett élettörténetek, amelyek egy-egy Jehova Tanúja megtéréséről, küzdelmeiről szólnak. Ezekben gyakran szembeállítják a fiatalság hibáit és negatív következményeit a későbbi Jehova Tanújaként megfontolt döntések áldásaival.

## Terjesztés
A havonta megjelenő 16 oldalas ingyenes kiadványt színesben nyomtatják, már 225 nyelven és 93 354 000 példányban. Ezzel az egyház másik folyóirata után a második a Föld legnagyobb példányszámban nyomtatott magazinjainak és újságainak listáján. Több nyelven, CD-n is elérhető (audio vagy mp3), valamint Jehova Tanúi hivatalos weboldaláról letölthető felolvasott MP3- és PDF-formátumban is. Emellett HTML-formátumban olvasható online. A felolvasott verzió a 2013. januári számtól kezdődően elérhető.

### A költségek
1990. március 1-ig 
Amerikában alacsony áron árusították, ma teljes mértékben önkéntes adakozásból fedezik a költségeket. Ez leegyszerűsítette a terjesztést, nem kell adózni (1990. január 17-től az Amerikai Legfelsőbb Bíróság elrendelte, hogy minden eladott újság után adózni kell), megkülönbözteti a hitet az olyan egyházaktól, amelyek piaci alapon szerveződnek. Más országokban még továbbra is önköltségi díjat kértek az újságokért, de mára minden országban ingyenesen bocsátják bármely érdeklődő rendelkezésére.

## Kritikák
Gyakran hozzák fel a folyóirat rovására, hogy tudományos megállapításai elnagyoltak. Elismert és ismert tudósoktól, kutatóktól, szakemberektől úgy ragad ki idézeteket, hogy az a saját céljait szolgálja. Érzésekre próbál hatni, nem valódi érveket használva; nagy mennyiségű érvet sorol fel saját nézete alátámasztására, az ellenvélemény aláásására, de ezek nem feltétlenül valódi érvek. Albert Einsteint, mint tekintélyt vallásosnak állította be, de ő maga ezt mondta: „Mélységesen vallásos voltam, de 12 éves koromban ennek hirtelen vége szakadt”. Később ezt az állítást az írók visszavonták a folyóiraton keresztül. Azt állítja, hogy a tudomány szerint, amit a tudomány nem tud megmagyarázni az nem is létezhet. Ezzel szemben idézi – az evolucionista Richard Dawkins könyvében szereplő – William Rees-Moggot , aki az ellenkezőjét állítja: „… A legnagyobb baklövés olyan érvvel előhozakodni, hogy ami tudományosan nem bizonyítható, az nem is létezik.” Nem mutat bizonyítékot arra, hogy az ősrobbanást esetleg előidéző Isten azonos lenne a Bibliabeli jóságos Istennel. Úgy tekintik, mintha bizonyítást nyert volna létezése.